# Monobaze Ier
Pour les articles homonymes, voir Monobaze.
 (juin 2011).
Monobaze Ier ou Bazeus Monobaze a régné sur l'Adiabène d'environ l'année 20 à l'année 30 de notre ère. L'Adiabène était alors un royaume tributaire de l'Empire parthe. Il avait comme épouse la reine Hélène d'Adiabène. D'après le Talmud, cette union donna naissance à sept fils. Selon Flavius Josèphe, deux d'entre eux sont devenus rois d'Adiabène à leur tour (Izatès II et Monobaze II).

## Biographie
Selon Flavius Josèphe, Monobaze se serait marié avec sa sœur Hélène d'Adiabène,,.

### Règne
On sait peu de choses au sujet de Monobaze Ier. Il est connu pour avoir été allié avec le roi Abennerigos (ou Abinerglo) dont la cité fortifiée de Spasinès (ou Charax Spasinu, Σπασίνου Χάραξ) était la capitale du royaume de Characène.
Après l'avoir choisi pour être son successeur, il envoya un de ses fils, le futur Izatès II, à la cour de ce roi Abennerigos, alors que celui-ci était très jeune.

« [Monobaze Ier] craignant vivement que la haine de ses frères ne lui portât malheur, il l'envoya, après lui avoir fait de grands présents, chez Abennerigos, roi du Camp de Spasinès à qui il confia sa sécurité. Abennerigos reçut le jeune homme avec empressement, manifesta une grande affection, lui donna pour femme sa fille nommée Symacho et le gratifia d'un pays qui lui rapporterait de gros revenus. »

C'est à Spasinès qu'Izatès se convertit au judaïsme sous l'influence d'Ananias, un rabi qui était aussi un riche marchand. Une conversion qui débouche après la mort de Monobaze Ier sur la conversion de toute la famille.
« Conscient que sa fin était imminente Monobaze Ier a convoqué son fils Izatès et lui a donné un pays adjacent à son royaume ».

« Monobaze était déjà vieux et comprenait qu'il n'avait plus guère de temps à vivre ; aussi voulut-il voir son fils avant de mourir. Il le fit donc venir, l'embrassa avec beaucoup d'affection et lui donna le pays dit de Carrhes ; cette terre est très propre à produire en abondance de l'amome [une plante avec laquelle était fabriqué des onguents]. C'est là également que se trouvent les restes de l'arche où, dit-on, Noé échappa au déluge, restes qui, jusqu'à nos jours, sont montrés à ceux qui veulent les voir. Izatès vécut donc dans cette région jusqu'à la mort de son père. »

### Succession de MonobazeIer
À la mort de son mari Monobaze Ier (v. 30), Hélène d'Adiabène eut à gérer une transition difficile au cours de laquelle elle parvint à ce que son fils Izatès bar Monobaze soit reconnu comme successeur légitime, tout en sauvant la vie de ses autres fils. Le futur Izatès II était alors le seigneur de Carrhes, (au Sud d'Édesse) et vivait sur ces terres que son père lui avait données pour bien marquer sa volonté de voir Izatès lui succéder. Les grands du royaume d'Adiabène acceptèrent qu'Izatés succède à son père, mais demandèrent que ses autres frères soient exécutés. C'était en effet une pratique courante dans la région pour éviter les guerres pouvant résulter de conflits dynastiques entre frères. L'encyclopædia Iranica remarque, par exemple, un « précédent dans l'histoire parthe, Phraate IV ayant agi exactement de cette manière quand il monta sur le trône. »
Hélène parvint à sauver la vie de ses autres fils en temporisant. Elle fut contrainte toutefois de mettre ses fils en prison comme ceux des autres épouses de Monobaze Ier, mais elle obtint que la mise à mort ne puisse être décidée que par Izatès II, lorsque celui-ci serait rentré. Elle obtint aussi de pouvoir « établir provisoirement comme régent du royaume » Monobaze bar Monobaze, son fils aîné,.

« Quand Izatès eut pris la royauté et qu'arrivant en Adiabène il vit ses frères et ses autres parents enchaînés, il fut mécontent de ce qui était arrivé. Regardant comme impie de les tuer ou de les garder enchaînés, mais jugeant dangereux de les laisser libres auprès de lui alors qu'ils se souviendraient des offenses reçues, il envoya les uns comme otages à Rome près de l'empereur Claude avec leurs enfants et il expédia les autres sous un prétexte analogue chez Artabane le Parthe. »